# Walter Bonatti
Pour les articles homonymes, voir Bonatti.
Piolets d'or
Walter Bonatti, né à Bergame le 22 juin 1930, et mort à Rome le 13 septembre 2011, est un alpiniste, guide de haute montagne, journaliste et photographe italien. Il abandonne l'alpinisme de haut niveau en 1965, après avoir réussi l'ouverture d'une voie directe en hivernale et en solitaire dans la face nord du Cervin.

## Biographie

### Débuts prometteurs
Enfant, il était fasciné par les cordées grimpant les aiguilles proches de chez lui. Un jour d'août 1948 un grimpeur, Elia Ferraresi, lui propose de l'accompagner : cette première escalade l'enchante, c'est le début d'une passion. À peine un an plus tard, il affronte déjà des itinéraires prestigieux (face ouest de l'aiguille Noire de Peuterey, éperon Walker dans les Grandes Jorasses).
En 1951, il accomplit une première dans le massif du Mont-Blanc : la face est du Grand Capucin avec Luciano Ghigo, après qu'ils ont  renoncé tous les deux un an plus tôt pour cause de mauvais temps dans la paroi. Au retour des deux alpinistes Gaston Rébuffat définira cette ascension comme « le plus grand exploit en rocher accompli à ce jour, un exploit dont l'alpinisme italien peut être fier ».
Pendant l'année 1953, il réalise plusieurs itinéraires au Lavaredo dans les Dolomites. Il obtient ensuite son brevet de guide et s'installe à Courmayeur.

### Expédition au K2

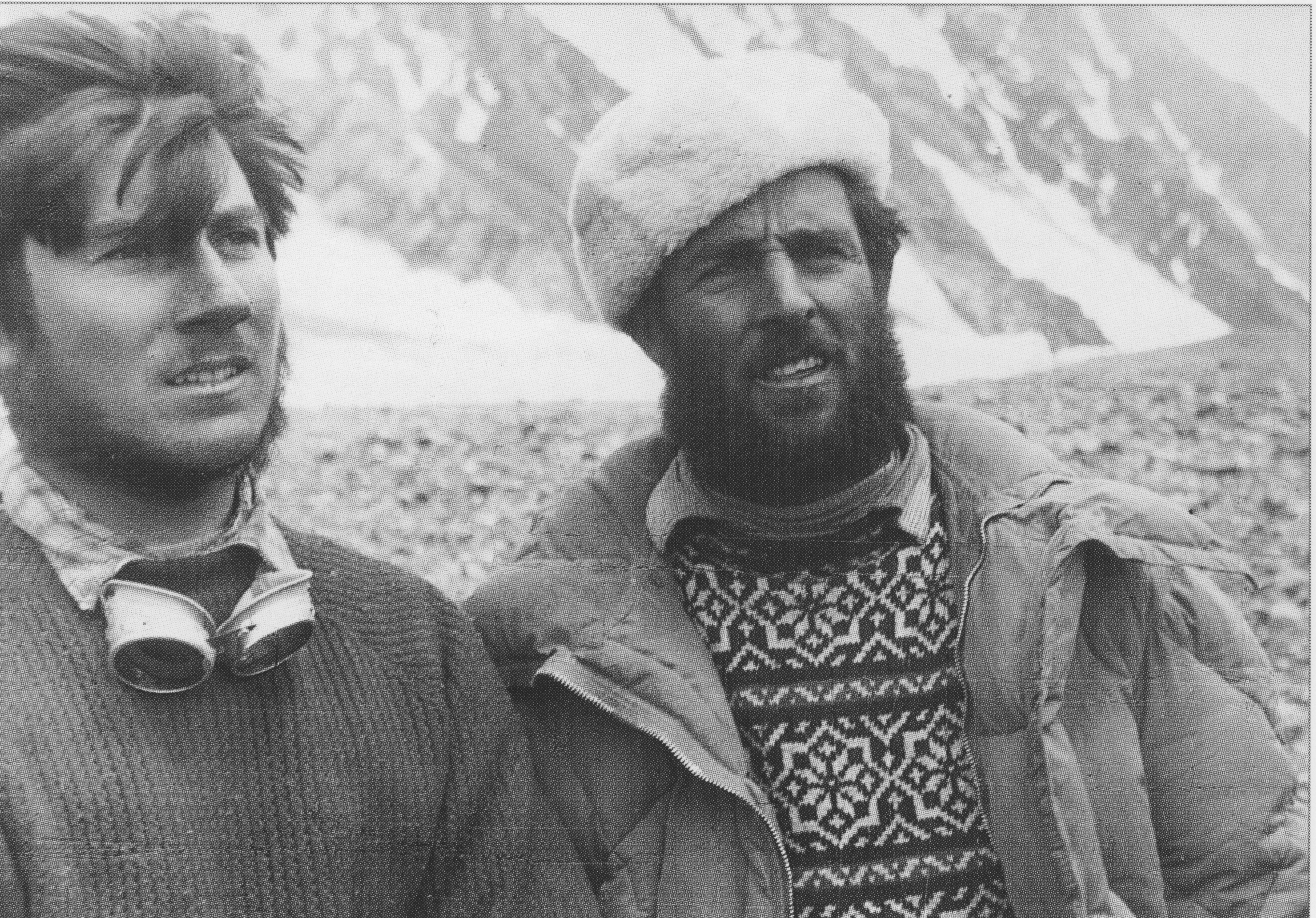
Walter Bonatti et Erich Abram lors de l'expédition au K2 en 1954.

Fin 1953, il est sélectionné pour faire partie d'une expédition italienne pour conquérir le K2 (8 611 mètres). Il est le plus jeune d'une équipe de 11 alpinistes.
Après la mise en place de plusieurs camps, le plan d'attaque du sommet est décidé : Achille Compagnoni et Lino Lacedelli monteront le camp IX, Walter Bonatti et Amir Madhi (un Hunza) les ravitailleront. L'après-midi du 30 juillet, chargés principalement de bouteilles d'oxygène, les deux hommes montent difficilement à ce dernier camp situé à environ 8 100 mètres d'altitude. Arrivés à l'endroit prévu, après maintes recherches du camp, ils sont obligés de bivouaquer dans la neige, abandonnés par Compagnoni et Lacedelli. Ils survivent et redescendent le lendemain mais Madhi est gravement gelé, Bonatti ayant eu plus de chance est peu atteint.
Entre-temps, le sommet a été conquis. Compagnoni et Lacedelli déclarent qu'ils ont vaincu le sommet sans oxygène, abandonnant les bouteilles deux heures  avant le sommet, en accusant Bonatti de s'en être servi pendant son bivouac improvisé. C'est cette version calomnieuse qui est officialisée par Ardito Desio et le CAI (Club alpin italien). Bonatti commence alors son combat pour rétablir la vérité : il n'a jamais touché aux bouteilles qu'il a montées au camp IX, car les masques à oxygène étaient en possession de Lacedelli et de Compagnoni, et il est impossible d'utiliser le précieux gaz sans ces masques. Bonatti intente un procès en diffamation, en 1964, et gagne. S'ensuit une très longue polémique, et c'est en 1993 que des preuves irréfutables sont dévoilées : une photo représentant Compagnoni au sommet du K2, avec un masque à oxygène. Ainsi, les deux héros ont menti : ils avaient encore de l'oxygène lorsqu'ils sont arrivés au sommet. La preuve sera apportée par un médecin australien, Robert Marshall, chirurgien à Melbourne, qui s'est passionné pour l'histoire de Bonatti. En 1993, il retrouve le récit de l'ascension par Ardito Desio dans une revue suisse,. Il aura fallu 50 ans à Walter Bonatti pour rétablir la vérité sur cette affaire puisqu'en 2004, le club alpin italien annonce enfin que la version officielle de l'ascension est celle de Bonatti.
En 1961, il publie son livre À mes montagnes où il revient notamment sur l'histoire du K2, et il conclut son chapitre sur le K2 par cette phrase : « Cela marque au fer rouge l'âme d'un jeune homme et déstabilise son assiette spirituelle encore insuffisamment affermie. »

### Alpiniste

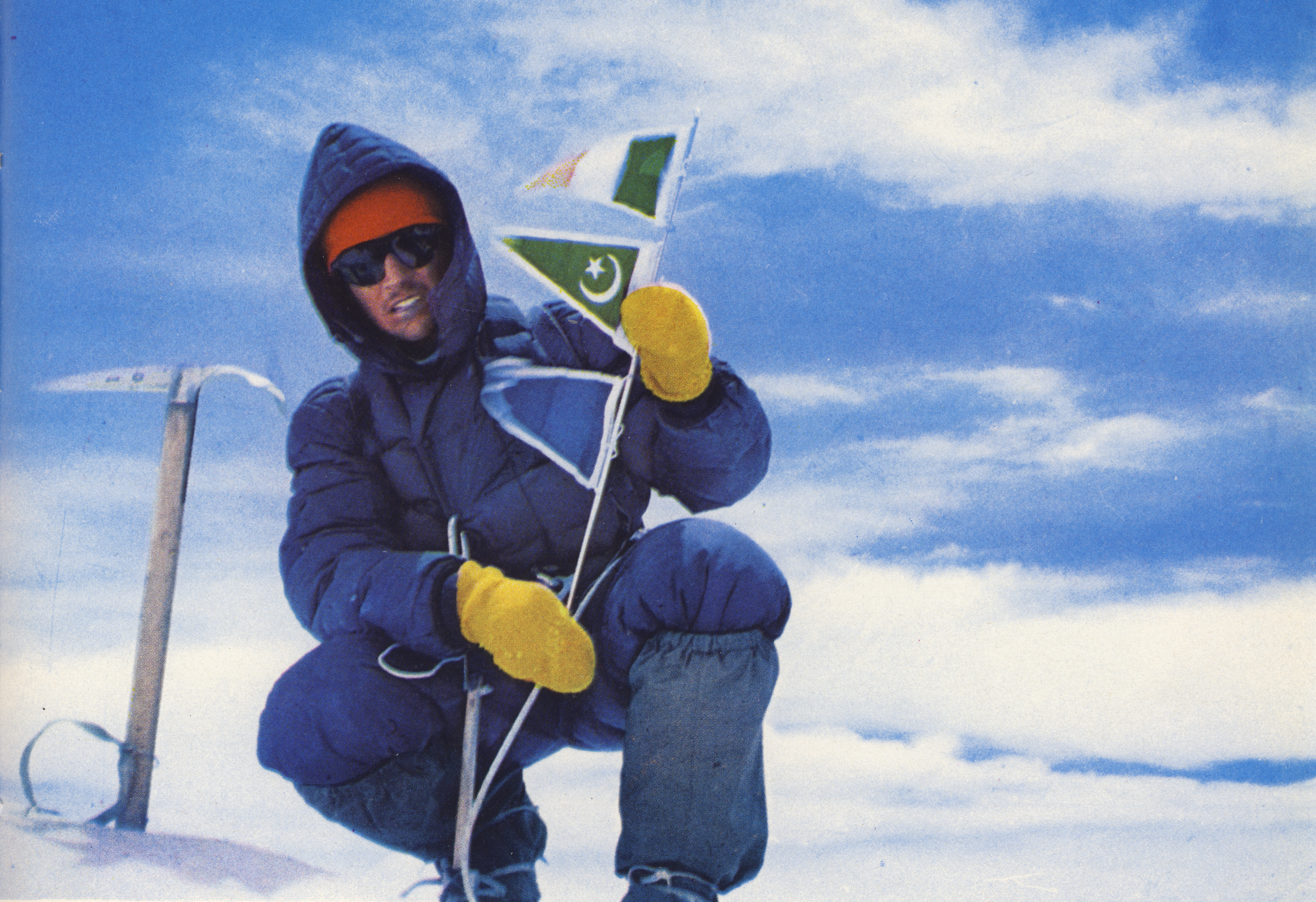
Walter Bonatti au sommet du Gasherbrum IV, 1958.

En août 1955, il passe six jours dans le pilier sud-ouest des Drus, en solitaire, pour ouvrir une nouvelle voie qui sera désormais appelée le pilier Bonatti.
À la Noël 1956, il tente (avec Silvano Gheser) l'ascension hivernale de la voie dite La Poire. Le départ tardif les oblige à renoncer à leur projet. Ils décident d'atteindre le mont Blanc par l'éperon de la Brenva, en compagnie de deux alpinistes, le Français Jean Vincendon et le Belge François Henry. Bloqués par le mauvais temps au sommet de l'éperon, les quatre hommes décident de rejoindre le refuge Vallot. La cordée de Bonatti l'atteint, mais leurs deux compagnons, épuisés, se réfugient dans une crevasse, après avoir suivi à la descente l'ancien passage inférieur qui aboutit sur le Grand Plateau, sous la face nord du mont Blanc. Bonatti ne peut plus les aider, son compagnon souffrant de graves gelures. Ils redescendent tous les deux et sont sauvés. Les deux autres meurent ; la polémique sur les tentatives de sauvetage depuis la vallée devient l'affaire Vincendon et Henry, qui révolutionne les secours en montagne.
En 1961, Walter Bonatti survit dans le massif du Mont-Blanc, en compagnie de Pierre Mazeaud et de Roberto Gallieni, à ce que la presse appelle la grande tragédie du Pilier Central du Frêney qui voit la mort d'Andrea Oggioni, Pierre Kohlmann, Robert Guillaume et Antoine Vieille.

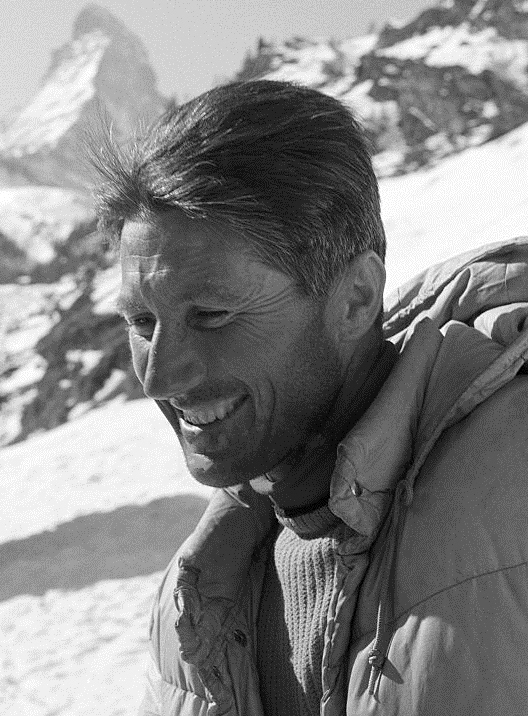
Walter Bonatti en 1965.

Il réalise encore de grandes premières dans les Alpes les années suivantes, tout en s'éloignant de plus en plus du club alpin italien dont il ne partage pas les idées. Tenté par l'ascension de la face nord du Cervin en hivernale, et comme ses compagnons de cordée ne sont pas disponibles, il part seul pour ouvrir une nouvelle voie directe. Il en sort en trois jours.

### Explorateur et reporter
Sur cet exploit, il décide alors d'arrêter l'alpinisme extrême pour se consacrer à l'exploration des terres lointaines et la découverte d'horizons inconnus. Il devient grand reporter pour l'hebdomadaire Epoca, et va sillonner pendant des décennies toute la planète.
Il fut le compagnon à partir de 1981 de l'actrice Rossana Podestà, rencontrée grâce à un rendez-vous donné par presse interposée.

## Principales ascensions
- 1949 : face nord-ouest du Piz Badile, face ouest de l'aiguille noire de Peuterey, éperon Walker aux Grandes Jorasses.
- 1951 : première à la face est du Grand Capucin.
- 1953 : première hivernale à la face nord de la Cima Ovest di Lavaredo, deuxième de la Cima Grande di Lavaredo, avec Carlo Mauri[6].
- 1954 : participation à l'expédition italienne victorieuse au K2 où il fut abandonné de nuit à plus de 8 000 m.
- 1955 : première, en solo, du pilier sud-ouest Bonatti au petit Dru.
- 1956 : traversée intégrale des Alpes à ski, hivernale de la Brenva (sur le versant italien du mont Blanc).
- 1957 : première de l'éperon nord-est du pilier d'Angle (sur le versant italien du mont Blanc)
- 1958 : Gasherbrum IV avec Carlo Mauri
- 1959 : première au pilier Rouge du Brouillard (sur le versant italien du mont Blanc).
- 1961 : première au Nevado Rondoy nord dans la cordillère des Andes.
- 1961 : tentative au pilier central du Frêney (sur le versant italien du mont Blanc) qui se termina en tragédie (avec Oggioni, Gallieni et l'équipe de Mazeaud)
- 1962 : première dans l'entonnoir du pilier d'Angle (sur le versant italien du mont Blanc).
- 1963 : première hivernale de l'éperon Walker dans les Grandes Jorasses.
- 1964 : première ascension de l'éperon Whymper, toujours dans les Grandes Jorasses avec Michel Vaucher. Première également à la face est du pilier d'Angle (sur le versant italien du mont Blanc).
- 1965 : ouverture en hiver et solitaire d'une voie directe sur la face nord du Cervin.

## Citations
« L'aventure est un engagement de l'être tout entier et sait aller chercher dans les profondeurs ce qui est resté de meilleur et d'humain en nous. Quand le paquet de cartes n'a pas été truqué pour gagner à tous les coups existent encore le jeu, la surprise, l'imagination, l'enthousiasme de la réussite et le doute de l'échec. L'aventure. »

— Walter Bonatti

« Les montagnes n’appartiennent à personne, c’est bien connu, mais les expériences appartiennent à chacun. Beaucoup d’autres peuvent grimper sur les montagnes, mais personne ne pourra jamais s’emparer des expériences qui sont et demeurent nôtres. »

— Walter Bonatti

« Il y a de la spiritualité chez cet être-là. Pour moi, Walter est sans doute un héros de légende mais c’est avant tout un homme de vérité qui a tout simplement du cœur. »

— Pierre Mazeaud

## Œuvres
- Un mondo perduto, Baldini Castoldi Dalai editore, 2009
- I miei Ricordi, Baldini Castoldi Dalai editore, 2008
- K2 : La vérité : Ajouts ultimes, Guérin, 2007.
- Hautes terres, éditions Guérin, collection Beaux Livres, 2006  (ISBN 2352210046). Recueil de photos.
- K2, la vérité, éditions Guérin, collection Terra Nova, 2004  (ISBN 2911755758).
- Montagnes d'une vie, éditions Guérin, collection Texte & Images, 2001  (ISBN 2911755456), également chez Arthaud, Paris, 1997  (ISBN 2-7003-1144-2). Son autobiographie sur sa vie d'alpiniste.
- L'affaire du K2, éditions Guérin, collection Terra Nova, 2001  (ISBN 2911755464)
- En terre lointaine, Arthaud, 1999  (ISBN 2700312309)
- Un modo di essere, Dal'Oglio, 1989
- La Patagonie, Denoël, 1986
- Adieu Amazonie, Denoël, 1986
- Processo al K2, Baldini, 1985
- La Magie du Mont-Blanc, Denoël, 1984  (ISBN 2207230767)
- J'ai vécu parmi les animaux sauvages [Ho vissuto tra gli animali selvaggi], 1980
- Les Grands Jours [I giorni grandi], Arnoldo Mondadori Editore, Verona, 1971
- À mes montagnes, Arthaud 1962, traduction de Le mie montagne[7], Zanichelli 1961.
- La Montagne étincelante, Éditions Paulsen, mai 2023  (ISBN 9782352213895)

### Reportages
- Fulvio Mariani, Finis Terrae - Walter Bonatti, 2008.
- Gasherbrum 4 - Le sommet de tous les dangers, 2010.